# Falko Ihme
Falko Ihme (* 31. August 1940 in Leipzig; † 25. November 2023) war ein deutscher Industriekaufmann, Wirtschaftsinformatiker und ehemaliger Hochschulprofessor.

## Werdegang
Nach einer Berufsausbildung zum Industriekaufmann begann Ihme ein Fernstudium der Binnenhandelsökonomie an der Hochschule für Binnenhandel Leipzig, welches er 1970 erfolgreich abschloss. Er wurde 1974 zum Dr. oec. promoviert und habilitierte 1985 im Fach Wirtschaftsinformatik. Bis 1994 arbeite Ihme in der Sektion Mathematik und Datenverarbeitung der Handelshochschule Leipzig und wurde zum Wintersemester 1994/95 als Professor für Systementwicklung und -integration im Studiengang Wirtschaftsinformatik an die Fachhochschule Brandenburg (heutige Technische Hochschule Brandenburg) berufen. Er wurde Ende August 2005 in den Ruhestand versetzt.

## Forschung und Lehre
Die Schwerpunkte seiner Forschung lagen im Telekommunikationsbereich. In der Lehre vermittelte er die Grundlagen der Informatik, Informations- und Projektmanagement, Einsatz von Multimedia-Technologien und betrieblicher Standardsoftware.

## Veröffentlichungen (Auswahl)
- Falko Ihme (1985): Grundlagen und Methodik der modularen Gestaltung von automatisierten Informationsverarbeitungssystemen und ihre Anwendung für ein Grosshandelskombinat „Waren täglicher Bedarf“, Habilitation, Handelshochschule Leipzig
- Falko Ihme (1974): Die Vorbereitung der Plandiskussion im sozialistischen Konsumgüterbinnenhandel durch ein auf mathematischer Grundlage beruhendes Verfahren zur Aufschlüsselung staatlicher Aufgaben, Dissertation, Handelshochschule Leipzig